# Barcelona Open Banc Sabadell 2015
Barcelona Open Banc Sabadell 2015 — тенісний турнір, що проходив на ґрунтових кортах у місті Барселона, Іспанія з 20 квітня. Належав до категорії ATP 500, був турніром серії Відкритий чемпіонат Барселони з тенісу 2015 року.

## Фінальна частина

### Одиночний розряд
Нісікорі Кей —  Пабло Андухар 6–4, 6–4

### Парний розряд
Марін Драганя /  Генрі Контінен —  Джеймі Маррей /  Джон Пірс (тенісист) 6–3, 6–7(6–8), [11–9]